# Pothos salicifolius
Pothos salicifolius är en kallaväxtart som beskrevs av Henry Nicholas Ridley, Isaac Henry Burkill och Richard Eric Holttum. Pothos salicifolius ingår i släktet Pothos och familjen kallaväxter. Inga underarter finns listade.